# Modelado bitemporal
El modelado bitemporal es un caso específico de técnica de modelado temporal de información de bases de datos, diseñada para manejar datos históricos a lo largo de dos líneas temporales distintas, lo que permite rebobinar la información hasta «como era en realidad» en combinación con «como se registró» en algún momento.
Para poder hacerlo, la información no puede descartarse aunque sea errónea. En el ámbito de la información financiera, por ejemplo, a menudo es deseable poder recrear un informe antiguo tanto tal y como era en el momento de su creación como tal y como debería haber sido dadas las correcciones realizadas en los datos después de su creación.
El modelado bitemporal puede implementarse utilizando bases de datos relacionales y bases de datos gráficas. Como tal, el modelado bitemporal se considera diferente del modelado dimensional y complementario de la normalización de bases de datos. El estándar SQL:2011 proporciona construcciones de lenguaje para trabajar con datos bitemporales. Sin embargo, en 2011 muchas de las soluciones actuales seguían siendo específicas de cada proveedor.

## Filosofía
El modelado bitemporal utiliza estructuras bitemporales como componentes básicos. El resultado son bases de datos con un tipo de temporalidad coherente para todos los datos. Un ejemplo puede ser incluir la fecha-hora del evento (EDTS) y la fecha-hora de la carga (LDS).

## Ventajas del modelado bitemporal
Al centrarse en la integridad y precisión de los datos, el modelado bitemporal facilita la creación de pistas de auditoría completas de los datos. Todos los datos se vuelven inmutables. En concreto, esto permite realizar consultas que proporcionan:
- Los datos más precisos posibles tal y como los conocemos ahora
- Los datos tal y como los conocíamos en un momento determinado
- Cuándo y por qué cambiaron los datos más precisos que teníamos

## Implementaciones en productos destacados
MarkLogic introdujo el soporte de datos bitemporales en la versión 8.0. Las marcas de tiempo de Valid y System time se almacenan en documentos JSON o XML.
XTDB (antes Crux) es una base de datos de código abierto que indexa documentos utilizando un modelo de datos EAV y proporciona consultas SQL y Datalog bitemporales puntuales.
TerminusDB es una base de datos gráfica de código abierto orientada a documentos que utiliza codificación delta y proporciona funcionalidad bitemporal.